# Алгебра Хопфа
Алгебра Хопфа — ассоциативная алгебра над полем, имеющая единицу и являющаяся также коассоциативной коалгеброй с коединицей (таким образом, являющаяся биалгеброй) c антигомоморфизмом специального вида. Названа в честь Хайнца Хопфа.
Алгебры Хопфа встречаются в алгебраической топологии, где они впервые возникли в связи с концепцией H-пространства, в теории групповых схем, в теории групп (благодаря концепции группового кольца) и не только. Частая распространенность делает их одним из самых известных примеров биалгебр. Алгебры Хопфа также изучаются как самостоятельный объект в связи с большим количеством определённых классов алгебр Хопфа и проблем их классификации.

## Определение
Алгебра Хопфа — ассоциативная и коассоциативная биалгебра H над полем {\displaystyle K} вместе с {\displaystyle K}-линейным отображением {\displaystyle S\colon H\to H} (называемым антиподом) таким, что следующая диаграмма коммутативна:
Здесь Δ — коумножение биалгебры, ∇ — её умножение, η — её единица и ε — её коединица. В обозначениях Свидлера, это свойство также может быть выражено как:
{\displaystyle S(c_{(1)})c_{(2)}=c_{(1)}S(c_{(2)})=\epsilon (c)1\qquad \forall c\in H}.
Приведённое определение можно обобщить на алгебры над кольцами (достаточно в определении заменить поле {\displaystyle K} на коммутативное кольцо {\displaystyle R}).
Определение алгебры Хопфа двойственно самому себе (это отражено в симметрии приведённой диаграммы), в частности, пространство, двойственное к H (которое всегда можно определить, если H является конечномерным) автоматически является алгеброй Хопфа.

### Свойства антипода
Антипод S иногда обязан иметь R-линейную инверсию, которая является автоматической в конечномерном случае, или если H коммутативна или кокоммутативна (или, вообще говоря, квазитреугольная).
Вообще говоря, S — антигомоморфизм, так S2 — гомоморфизм, который является поэтому автоморфизмом, если S было обратимо (как может требоваться).
Если {\displaystyle S^{2}=Id}, то алгебра Хопфа, как говорят, является запутанной (и основная алгебра с запутанностью — *-алгебра). Если H — конечномерная полупростая алгебра по полю характеристики ноль, коммутативная, или кокоммутативная, то это — запутанная алгебра.
Если биалгебра B допускает антипод S, то S единственен («биалгебра допускает самое большее 1 структуру алгебры Хопфа»).
Антипод — аналог к отображению инверсии на группе, которая посылает {\displaystyle g} к {\displaystyle g^{-1}}.

### Подалгебры Хопфа
Подалгебра A алгебры Хопфа H является подалгеброй Хопфа, если она является подкоалгеброй H и антипод S отображает A в A. Другими словами, подалгебра Хопфа A — это подпространство в алгебре Хопфа, замкнутое относительно умножения, коумножения и антипода. Теорема Николса — Зеллер (Nichols — Zoeller) о свободности (1989) утверждает, что любой натуральный R-модуль имеет конечный ранг и свободен, если H конечномерна, что даёт обобщение теоремы Лагранжа для подгрупп. Как следствие этой теории, подалгебра Хопфа полупростой конечномерной алгебры Хопфа автоматически полупроста.
Подалгебра Хопфа A называется правой нормальной подалгеброй алгебры Хопфа H, если она удовлетворяет условию стабильности, {\displaystyle ad_{r}(h)(A)\subseteq A} для всех h из H, где присоединённое действие {\displaystyle ad_{r}} определено как {\displaystyle ad_{r}(h)(a)=S(h_{(1)})ah_{(2)}} для всех a из A и h из H. Точно так же подалгебра Хопфа K является левой нормальной в H если она инвариантна при левом сопряжении, определенном как {\displaystyle ad_{\ell }(h)(k)=h_{(1)}kS(h_{(2)})} для всех k из K. Оба условия нормальности эквивалентны, если антипод S биективен. В этом случае говорят, что A = K является нормальной подалгеброй Хопфа.
Нормальная подалгебра Хопфа A в H удовлетворяет условию (равенства подмножеств H): {\displaystyle HA^{+}=A^{+}H}, где {\displaystyle A^{+}} обозначает ядро коединицы K. Это условие нормальности подразумевает, что {\displaystyle HA^{+}} — идеал Хопфа алгебры H (то есть является идеалом алгебры в ядре коединицы, коидеалом коалебры и устойчив под действием антипода). Как следствие, определена факторалгебра Хопфа {\displaystyle H/HA^{+}} и эпиморфизм {\displaystyle H\rightarrow H/A^{+}H}, аналогично соответствующим конструкциям нормальных подгрупп и факторгрупп в теории групп.

## Примеры
1. Групповая алгебра. Пусть G — группа. Алгебра R G — ассоциативная алгебра над R, с единицей. Если мы определим
2. Δ : R G → R G ⊗ R G, Δ(g) = g ⊗ g для любого g из G,
3. ε : R G → R, ε(g) = 1 для любого g из G,
4. S : R G → R G, S(g) = g−1 для любого g из G,

то R G превращается в алгебру Хопфа.
1. Диаграмма китайских иероглифов - связный граф, имеющий лишь трехвалентные вершины, с выделенным ориентированным циклом (петлей Вильсона), и фиксированным циклическим порядком тройки ребер, которые выходят из каждой вершины, не лежащей на петле Вильсона. Группа китайских диаграмм порядка {\displaystyle i} - свободный {\displaystyle G}-модуль, порожденный {\displaystyle 2i}-вершинными диаграммами (которые рассматриваются с точностью до естественной эквивалентности), факторизованный по подмодулю, порожденному всевозможными {\displaystyle STU}-соотношениями[5].

## Когомологии групп Ли
Алгебра когомологий группы Ли — алгебра Хопфа: умножение — стандартное произведение в кольце когомологий, а коумножение имеет вид
{\displaystyle H^{*}(G)\rightarrow H^{*}(G\times G)\cong H^{*}(G)\otimes H^{*}(G)}
в силу умножения группы {\displaystyle G\times G\rightarrow G}.
Это наблюдение было фактически источником понятия алгебры Хопфа. Используя эту структуру, Хопф доказал структурную теорему для алгебры когомологий групп Ли.
Теорема Хопфа Пусть A — конечномерная градуированно-коммутативная кокоммутативная алгебра Хопфа над полем характеристики 0. Тогда A (как алгебра) — свободная внешняя алгебра с генераторами нечетной степени.

## Квантовые группы
Все примеры выше являются либо коммутативными (то есть умножение коммутативное), либо кокоммутативными (то есть Δ = T ∘ Δ, где T : H ⊗ H → H ⊗ H есть перестановка тензорных сомножителей, определенная как T(x ⊗ y) = y ⊗ x). Другими интересными примерами алгебр Хопфа — некоторые деформации, или «квантования», примера 3, которые не являются ни коммутативными, ни кокоммутативными. Эти алгебры Хопфа часто называют «квантовыми группами». Идея состоит в следующем: обычная алгебраическая группа может быть описана в терминах алгебры Хопфа регулярных функций. Мы можем тогда думать о деформации этой алгебры Хопфа как об описании некоторой «квантованной» алгебраической группы (хотя она и не является алгебраической группой ни в каком смысле). Многие свойства алгебраических групп, а также конструкции с ними имеют свои аналоги в мире деформированных алгебр Хопфа. Отсюда название «квантовая группа».

## Аналогия с группами
Группы могут быть аксиоматизированы при помощи тех же диаграмм (эквивалентностей, операций), что и алгебры Хопфа, где H — множество, а не модуль. В этом случае:
- поле R заменено множеством из 1 элемента
- есть естественная коединица (отображение в единственный элемент)
- есть естественное коумножение (диагональное отображение)
- единица — нейтральный элемент группы
- умножение — умножение в группе
- антипод — взятие обратного элемента в группе

В этом смысле о группах можно думать как о алгебрах Хопфа над полем из одного элемента.